# Panamerikanische Spiele 2011/Leichtathletik – Siebenkampf der Frauen
Der Siebenkampf der Frauen bei den Panamerikanischen Spielen 2011 fand am 25. und 26. Oktober 2011 im Telmex Athletics Stadium in Guadalajara statt.
13 Athletinnen aus zehn Ländern nahmen an dem Wettbewerb teil. Die Goldmedaille gewann Lucimara da Silva mit 6133 Punkten, Silber ging an Yasmiany Pedroso mit 5710 Punkten und die Bronzemedaille sicherte sich Francia Manzanillo mit 5644 Punkten.

## Rekorde
Vor dem Wettbewerb galten folgende Rekorde:
| Weltrekord        | Jackie Joyner-Kersee | 7291 Punkte | Olympische Spiele in Seoul, Südkorea        | 24. September 1988 |
| Rekord der Spiele | Magalys García       | 6290 Punkte | Panamerikanische Spiele in Winnipeg, Kanada | 28. Juli 1999      |

## Zeitplan
| 25. Oktober  |
| 100 m Hürden |
| Hochsprung   |
| Kugelstoßen  |
| 200 m        |
| 26. Oktober  |
| Weitsprung   |
| Speerwurf    |
| 800 m        |

## Endstand
25. bis 26. Oktober 2011
| Platz | Athletin           | Land                         | Punkte  | 100 m Hü | Hoch | Kugel | 200 m | Weit | Speer | 800 m   |
| ----- | ------------------ | ---------------------------- | ------- | -------- | ---- | ----- | ----- | ---- | ----- | ------- |
|       | Lucimara da Silva  | Brasilien                    | 6133 PB | 13,50    | 1,80 | 12,93 | 24,76 | 6,36 | 42,03 | 2:21,39 |
|       | Yasmiany Pedroso   | Kuba                         | 5710    | 14,13    | 1,74 | 14,63 | 25,48 | 5,87 | 44,23 | 2:36,88 |
|       | Francia Manzanillo | Dominikanische Republik      | 5644 PB | 14,12    | 1,59 | 12,89 | 24,87 | 5,40 | 46,73 | 2:16,46 |
| 4     | Gretchen Quintana  | Kuba                         | 5544    | 13,98    | 1,65 | 12,88 | 24,45 | 5,75 | 35,21 | 2:24,71 |
| 5     | Agustina Zerboni   | Argentinien                  | 5472 PB | 13,66    | 1,59 | 12,74 | 24,84 | 5,44 | 39,79 | 2:24,51 |
| 6     | Chrystal Ruiz      | Mexiko                       | 5346    | 14,20    | 1,68 | 9,87  | 24,83 | 5,68 | 31,88 | 2:16,02 |
| 7     | Gullercy Gonzalez  | Venezuela                    | 5251    | 14,30    | 1,74 | 10,95 | 25,47 | 5,41 | 35,34 | 2:27,52 |
| 8     | Karla Schleske     | Mexiko                       | 5184    | 14,25    | 1,74 | 11,74 | 26,20 | 5,17 | 36,40 | 2:28,66 |
| 9     | Anna Pirelli       | Paraguay                     | 5157 PB | 14,87    | 1,56 | 13,00 | 25,85 | 5,18 | 41,50 | 2:24,24 |
| 10    | Shianne Smith      | Bermuda                      | 5113    | 14,50    | 1,50 | 10,47 | 25,04 | 5,63 | 31,95 | 2:15,37 |
| 11    | Bridgette Ingram   | Vereinigte Staaten           | 4809    | 14,75    | 1,65 | 11,95 | 27,18 | 5,38 | 31,52 | 2:36,47 |
| 12    | Wanetta Kirby      | Amerikanische Jungferninseln | 4143    | 17,99    | 1,68 | 8,45  | 24,98 | 5,65 | 20,78 | 2:50,38 |
|       | Thaimara Rivas     | Venezuela                    | DNF     | 14,25    | 1,59 | 12,11 | 26,48 | 5,44 | 36,83 | DNS     |